# Per Krusell
Per Lennart Krusell, född 27 december 1959, är en svensk nationalekonom.
Krusell tog 1984 examen från Handelshögskolan i Stockholm och blev 1992 Ph.D. i nationalekonomi vid University of Minnesota. Han var 2001-2004 professor i nationalekonomi vid University of Rochester och 2004-2009 professor vid Princeton University. Sedan 2002 har han varit gästprofessor vid Institutet för internationell ekonomi vid Stockholms universitet, där han sedan 2008 innehar professuren "Savings Banks Foundations and Swedbank Chair in Macroeconomics". Hans forskning har fokuserat på makroekonomi.
Krusell var adjungerad ledamot av Kommittén för Sveriges Riksbanks pris i ekonomisk vetenskap till Alfred Nobels minne 2003-2004, och är sedan 2004 ordinarie ledamot.
Vid Nobelprisutdelningen den 10 december 2011 höll Krusell presentationstalet av årets pristagare i ekonomi.

## Utmärkelser
- Ledamot av Kungliga Vetenskapsakademien (LVA 2003)[5]
- Hedersdoktor vid European University Institute (2019)[6]